# Like a Flame
Like a Flame er et dobbelt-album med improvisationer for orgel af Frederik Magle udgivet i december 2010 på det svenske pladeselskab Proprius Music (PRCD 2061). Like a Flame blev indspillet på orglet i Jørlunde Kirke den 22-23. december 2009. Frederik Magle spillede 60 frie improvisationer i løbet af de to dage og udvalgte senere 23 til at blive udgivet. Improvisationerne blev alle indspillet i eet take.
Albummet er overvejende blevet positivt anmeldt, men er også blevet kritiseret og har skabt debat om selve det at improvisere, hvor anmelderne på henholdsvis Orglet og Dansk Organist- og Kantorsamfunds (DOKS) blad Organistbladet argumenterer for brugen af traditionelle koralbearbejdelser og fugerede former og stilkopier af f.eks. Johann Sebastian Bach ved improvisation mens på den anden side organist, jazz-pianist og komponist Henrik Sørensen forsvarer den frie improviserede form på Like a Flame i en artikel i Orgelforum.

## Spor

### CD1
1. Origin
2. Like a Flame
3. Fleeting Glimpses
4. Towards Truth
5. A Temptation
6. Merry-go-round
7. Awakening
8. Awake
9. To Become
10. Realization
11. Truth

### CD2
1. Odditorium
2. Through the Mist
3. Crossing Borders
4. Dreams of Childhood Dreams
5. Memories of Meadows
6. Behind the Mask
7. Empty Fair
8. Lament
9. Journey Forever
10. Destiny
11. Ascending
12. End of the Circle